# Drottning Ulrica Eleonora (1720)
Drottning Ulrica Eleonora var en ostindiefarare som sjösattes 1720 i England som Heathcote och gjorde fyra resor för Brittiska Ostindiska Kompaniet. Fartyget såldes 1732 till det nyligen bildade Svenska Ostindiska Companiet, döptes om och gjorde en resa 1733–1735 till Koromandelkusten och Bengalen.